# Бірюков Микола Іванович
Микола Іванович Бірюков (нар. 10 серпня 1901, місто Воронеж, тепер Російська Федерація — 1 січня 1974, місто Москва, Російська Федерація) — радянський військовий діяч, політичний працівник, член Військової ради Далекосхідного фронту, генерал-полковник танкових військ (24.04.1944). Кандидат у члени ЦК ВКП(б) у 1939—1941 роках.

## Життєпис
Народився в родині залізничника. З 1915 року працював слюсарем депо Воронезького залізничного вузла.
У Червоній армії з 1921 року. У 1922 році закінчив 27-і Орловські піхотні курси РСЧА.
З листопада 1922 року — командир відділення, з липня 1923 року — старшина роти, з вересня 1923 року — командир відділення, з жовтня 1923 року — командир взводу, з лютого 1924 року — помічник командира роти, з квітня 1924 року — тво. командира роти 56-го стрілецького полку 19-ї стрілецької дивізії.
Член РКП(б) з 1925 року.
З жовтня 1925 року — командир роти, з лютого 1926 року — тво. командира батальйону, з серпня 1926 року — командир роти, з травня 1929 року — командир батальйону 165-го стрілецького полку 55-ї стрілецької дивізії.
У 1927 році закінчив повторні курси при Московській піхотної школі, а в 1931 році — курси «Постріл».
З 1930 по квітень 1931 року — інструктор партійної роботи політичного відділу 8-ї стрілецької дивізії.
У квітні 1931 — травні 1932 року — викладач танкової школи імені Фрунзе.
У травні 1932 — лютому 1935 року — помічник начальника І-го сектора І-го відділу Командного управління Головного управління РСЧА.
З лютого 1935 року — командир і військовий комісар 219-го стрілецького полку.
У 1938 закінчив Військово-політичну академію імені Леніна. Перебував у розпорядженні Управління по командному і начальницькому складу РСЧА.
У липні — серпні 1938 року — член Військової ради 2-ї Окремої Червонопрапорної армії.
У серпні 1938 — липні 1939 року — член Військової ради 1-ї Окремої Червонопрапорної армії.
З липня 1939 року — члена Військової ради 1-ї фронтової групи військ. У 1939 році брав участь в бойових діях проти японських військ на річці Халхін-Гол в Монголії.
У червні 1940 — лютому 1941 року — член Військової ради Далекосхідного фронту.
У лютому 1941 року знятий з посади члена Військової ради Далекосхідного фронту, а на XVIII конференції ВКП(б) (лютий 1941) виведений зі складу кандидатів у члени ЦК ВКП(б) «як такий, що не забезпечив виконання обов'язків кандидата в члени ЦК ВКП(б)».
З квітня 1941 року — член Військової ради 3-й армії Західного Особливого військового округу.
У червні — липні 1941 року разом з командувачем 3-ї армії генерал-лейтенантом В. І. Кузнєцовим з боями вивів з оточення 498 озброєних червоноармійців і командирів частин 3-ї армії і організував вихід з оточення 108-ї і 64-ї стрілецьких дивізій.
З серпня 1941 року — член Військової Ради Головного автобронетанкового управління Червоної армії, потім — член Військової ради бронетанкових і механізованих військ Червоної армії. На цій посаді керував формуванням танкових і механізованих частин Червоної армії.
У 1951 році закінчив Військову академію Генерального штабу Збройних сил СРСР.
У 1951—1954 роках — командувач бронетанкових і механізованих військ 3абайкальского військового округу.
З 1954 року — у відставці за станом здоров'я, військовий пенсіонер у Москві.
Помер 1 січня 1974 року в Москві. Похований на Введенському цвинтарі Москви.

## Військове звання
- бригадний комісар (31.07.1938)
- дивізійний комісар (07.09.1938)
- корпусний комісар (09.02.1938)
- армійський комісар 2-го рангу (20.06.1940)
- генерал-лейтенант танкових військ (06.12.1942)
- генерал-полковник танкових військ (24.04.1944)

## Нагороди
- два ордени Леніна (10.11.1942, 5.11.1946)
- два ордени Червоного Прапора (3.11.1944, 19.11.1951)
- орден Суворова І ст. (8.09.1945)
- орден Кутузова І ст. (27.09.1944)
- орден Вітчизняної війни І ст. (24.01.1944)
- два ордени Червоної Зірки (22.02.1938, 29.08.1939)
- орден «Хрест Грюнвальда» I ст. (Польща)
- орден Червоного Прапора (Монгольська Народна Республіка)
- медаль «XX років Робітничо-Селянській Червоній Армії» (1938)
- медаль «За оборону Москви» (1944)
- медаль «За перемогу над Німеччиною у Великій Вітчизняній війні 1941—1945 рр.» (1945)
- медаль «За перемогу над Японією» (1945)
- медалі